# Nothodaptus
Nothodaptus simplex es una  especie de coleóptero adéfago de la familia Carabidae y el único miembro del género monotípico Nothodaptus.